# Панайотова-Иванова, Лиляна
Лиляна Николаева Панайотова-Иванова (болг. Лиляна Николаева Панайотова-Иванова; род. 17 марта 1956, Варна) — болгарская легкоатлетка, специалистка по бегу на короткие дистанции и прыжкам в длину. Выступала за сборную Болгарии по лёгкой атлетике в 1973—1984 годах, победительница турнира «Дружба-84», чемпионка Балкан, участница двух летних Олимпийских игр.

## Биография
Лиляна Панайотова родилась 17 марта 1956 года в городе Варна, Болгария.
Впервые заявила о себе на международном уровне в сезоне 1973 года, когда вошла в состав болгарской сборной и выступила на юниорском европейском первенстве в Дуйсбурге, где на дистанциях 100 и 200 метров стала пятой и четвёртой соответственно.
Будучи студенткой, в 1975 году представляла Болгарию на Всемирной Универсиаде в Риме — здесь в дисциплинах 100 и 200 метров заняла четвёртое и седьмое места.
В 1976 году в прыжках в длину закрыла десятку сильнейших на чемпионате Европы в помещении в Мюнхене, в беге на 200 метров одержала победу на Балканских играх в Целе. Благодаря череде успешных выступлений удостоилась права защищать честь страны на летних Олимпийских играх в Монреале — в программе 200 метров остановилась на стадии четвертьфиналов, в прыжках в длину благополучно преодолела предварительный квалификационный этап, но в финале на старт не вышла.
В 1978 году на чемпионате Европы в Праге была восьмой в беге на 200 метров и четвёртой в эстафете 4 × 100 метров.
В 1979 году выиграла 200 метров на Балканских играх в Афинах. На Кубке Европы в Турине заняла пятое место в дисциплине 100 метров, шестое место в дисциплине 200 метров, четвёртое место в эстафете 4 × 100 метров.
В 1980 году принимала участие в Олимпийских играх в Москве — на дистанции 200 метров дошла до полуфинала, тогда как в эстафете 4 × 100 метров показала четвёртый результат.
Рассматривалась в качестве кандидатки на участие в Олимпийских играх 1984 года в Лос-Анджелесе, однако Болгария вместе с другими странами восточного блока бойкотировала эти соревнования по политическим причинам. Вместо этого Панайотова выступила на альтернативном турнире «Дружба-84» в Праге, где вместе с соотечественницами победила в эстафете 4 × 100 метров.
Была замужем за болгарским спринтером Владимиром Ивановым, тоже участвовавшим в Олимпиаде в Москве. Их дочь Нора Иванова пошла по стопам родителей, выступала в спринте за сборные Болгарии, Турции и Австрии.